# Vehículo tripulado de exploración

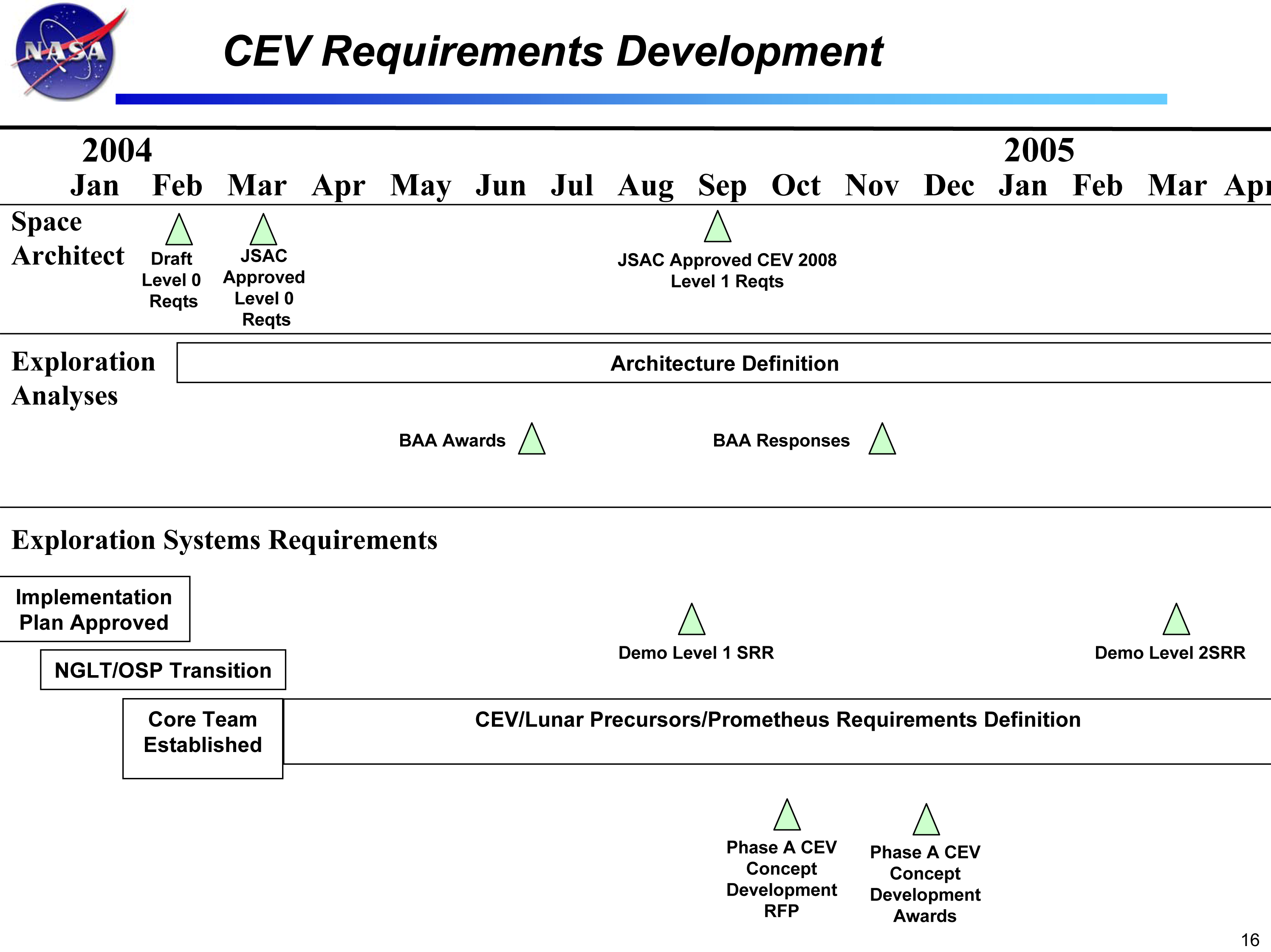
Requisitos originales de desarrollo de CEV.

El vehículo tripulado de exploración (en inglés Crew Exploration Vehicle o simplemente CEV) es el vehículo espacial con el que la NASA planea reemplazar al transbordador espacial, aproximadamente en el 2010. La NASA asegura que tendrá una probabilidad de fallo de 1:2000 (10 veces más seguro que el transbordador).
Entre sus capacidades previstas se incluyen:
- Transportar hasta 6 personas (cantidad que puede disminuir si se lleva más carga), aproximadamente para el 2012.
- Paneles solares que se desplegarán después del lanzamiento.
- Volar robóticamente sin tripulación.